# Pantherophis obsoletus
Espèce
Synonymes
- Coluber obsoletus Say, 1823
- Elaphe obsoleta (Say, 1823)
- Scotophis lindheimerii Baird & Girard 1853

Statut de conservation UICN

 LC  : Préoccupation mineure
Pantherophis obsoletus est une espèce de serpents de la famille des Colubridae.

## Répartition
Cette espèce se rencontre :
- dans l'est des États-Unis ;
- dans le sud du Canada.

## Habitat
Il préfère les zones fortement boisées et il est connu pour avoir une excellente capacité d'escalade, y compris la capacité à monter le tronc des grands arbres, sans l'aide de branches.

## Description

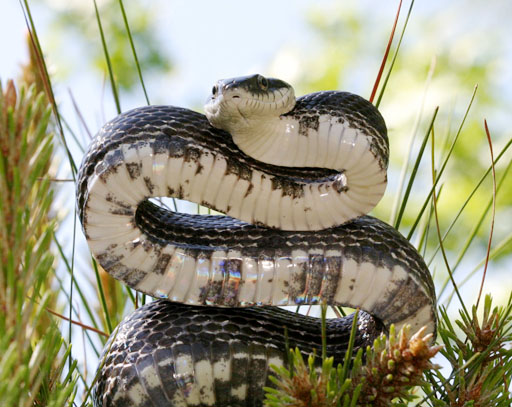
Pantherophis obsoletus

Les adultes peuvent devenir assez gros. Ce sont les plus gros serpents au Canada. Le plus long specimen découvert à ce jour mesurait 260 cm, ce qui en fait (officiellement), le plus long serpent d'Amérique du Nord.
Ils atteignent entre 180 cm voir 200 cm taille adulte.

## Comportement
Lorsqu'il est surpris, il fuit rapidement ou fait vibrer sa queue (une forme de mimétisme, comme le serpent à sonnette).

## Alimentation
C'est un serpent constricteur, c'est-à-dire qu'il étouffe ses proies, avant de les manger. Bien qu'il consomme des souris et des rats, la couleuvre obscure chasse également d'autres serpents, des tamias, des écureuils, des œufs et des oiseaux.

## Taxinomie
Cette espèce était anciennement classée dans le genre Elaphe et nommée Elaphe obsoleta.

## Publication originale
- Say in James, 1823 : Account of an expedition from Pittsburgh to the Rocky Mountains, performed in the years 1819 and '20 : by order of the Hon. J.C. Calhoun, sec'y of war: under the command of Major Stephen H. Long. From the notes of Major Long, Mr. T. Say, and other gentlemen of the exploring party, vol. 1, p. 1-344 (texte intégral).